# Xã Troy, Quận Reno, Kansas
Xã Troy (tiếng Anh: Troy Township) là một xã thuộc quận Reno, tiểu bang Kansas, Hoa Kỳ. Năm 2010, dân số của xã này là 124 người.